# Ivan Gašparovič
Ivan Gašparovič (Poltár, 1941. március 27. –) szlovák politikus, jogtudós, 2004–2014 között a Szlovák Köztársaság elnöke, az első újraválasztott elnök.

## Élete
Közép-Szlovákia déli részén, egy a Losonctól 20, Besztercebányától 80 kilométernyire fekvő faluban, a Besztercebányai kerületben lévő Poltáron született. Apja, Vladimir Gašparović, Horvátországból költözött a Felvidékre az első világháború végén és egy pozsonyi középiskola tanára lett.

### A kommunista rendszer bukásáig
Ivan Gašparovič a pozsonyi Comenius Egyetem jogi karát végezte el, 1959 és 1964 között. 1965 és 1966 közt a turócszentmártoni kerület ügyészségen dolgozott, majd 1966 és 1968 közt a pozsonyi ügyészségen volt ügyész. 1968-ban belépett a Szlovák Kommunista Pártba, mint Alexander Dubček reformjainak támogatója, a Varsói Szerződés (köztük magyar) csapatainak augusztusi intervencióját követően azonban megfosztották párttagságától.
A pártból való kiűzetés jogi pályáját nem törte derékba – 1968 és 1990 között a Comenius Egyetem jogi karának Büntetőjog, Kriminológia és Kriminológiai Gyakorlat tanszékén tanított. 1990 februárjában az egyetem rektorhelyettese lett.

### A szlovák függetlenségig
Miután Csehszlovákiában megbukott a kommunista rezsim, Václav Havel államelnök meghívására Gašparovič csehszlovák fő-államügyész lett. Ezt a hivatalt 1990 júliusa és 1992 márciusa között viselte. Márciusban Csehszlovákia Törvényhozó Tanácsa alelnöke lett, Csehszlovákia azonban 1993 januárjában megszűnt (Csehországra és Szlovákiára szakadt szét). Egy ideig Gašparovič ismét a Comenius Egyetemen tanított. Az egyetem és az egyetem jogi kara tudományos tanácsainak tagja lett. Már korábban, 1992 végén részt vett a független Szlovákia alkotmányának megszövegezésében.

### A HZDS-ben
Gašparovič 1992-ben belépett Vladimír Mečiar Néppárt – Demokratikus Szlovákiáért Mozgalom (HZDS) nevű pártjába. Mečiar miniszterelnökségei idején Gašparovič a HZDS egyik vezető alakja volt és nyilatkozataiban részt vett Mečiarék Michal Kováč akkori államelnök elleni politikai hadjárataiban is. Mindezek a későbbiekben nem vetettek jó fényt Gašparovičra, hiszen Mečiar kormányzása jelentős ellenérzéseket szült az Európai Unió köreiben, olyannyira, hogy az EU és a NATO bővítéséről szóló tárgyalásokba Szlovákiát ezekben az időkben be se vették. (A szlovák titkosszolgálat szerepe pedig Michal Kováč fiának elrablásában évekig tartó botrányt gerjesztett.)
Miután 1998-ban a HZDS elvesztette a választásokat és ellenzékbe szorult, Gašparovič a következő négy évre a szlovák SIS titkosszolgálatot felügyelő parlamenti bizottság tagja lett, illetve a szlovák parlament egyik küldötte az Interparlamentáris Unióba.
2002 júliusában elhagyta a HZDS-t, mivel Mečiar úgy döntött, más politikusokkal együtt őt sem veszi fel a párt választási jelöltjei közé. Az így kiszorított politikusokkal együtt még ugyanabban a hónapban új pártot alapított Demokráciáért Mozgalom (szlovákul Hnutie za demokraciu, röviden HZD) néven. Gašparovič maga úgy emlékszik a szakadásra, hogy azt a Mečiar antidemokratikus pártvezetési stílusa elleni tiltakozás szülte.
A HZD a 2002-es választásokon mindössze 3,3%-ot szerzett, ami nem volt elegendő a parlamentbe jutáshoz, Gašparovič így újra visszatért a Comenius Egyetemre, ahol számos tankönyvet és tanulmányt írt a büntetőjogról.

### Az államfői székben (2004–2014)
Gašparovič 2004-ben úgy döntött, hogy versenybe száll az államelnöki posztért – amelyről Szlovákiában közvetlen választáson döntenek – Mečiarral, valamint a Mikuláš Dzurinda vezette kormánykoalíció jelöltjével, Eduard Kukannal szemben. Az esélytelennek tartott Gašparovič az első fordulóban megszerezte a második helyet, így elindulhatott a második fordulóba, ahol ellenfele Mečiar volt.
Kukan az elemzői vélemények szerint azért nem jutott a második fordulóba, mert szimpatizánsai annyira biztosra vették a továbbjutását a második körbe, hogy közülük sokan nem mentek el szavazni. A szlovák választók ekkor azzal a helyzettel néztek szembe, hogy a második fordulóban csak az akkori kormány támogatói között nagyon népszerűtlen Mečiar és hajdani szövetségese közt választhattak. A többség a kisebbik rossznak tekintett jelölt mellett tette le a voksát, Gašparovič így államelnök lett.
Népszerűségét azóta jelentősen növelte visszafogott elnöki stílusa. Megválasztását azonban sok elemző a politikából való kiábrándultság jelének és a szélsőséges erők előretörése előjelének tekintette. Ezek a jóslatok abban a formában váltak valóra, hogy a 2006-os szlovákiai képviselőválasztás után a Szlovákia nemzetközi megítélése szempontjából a politikai elemzők által legelőnytelenebbnek tekintett kormánykoalíciós formáció jött létre: a baloldali Smer, a jobboldali HZDS és a szélsőjobboldali Szlovák Nemzeti Párt szövetsége.
2008 decemberében Gašparovič, gesztust téve a Szlovák Nemzeti Pártnak, visszaküldte a parlamentnek a közoktatási törvény módosítását, amely engedélyezte volna, hogy a tankönyvekben a kisebbségek nyelvén is szerepelhessenek a településnevek, és egyúttal azt javasolta a képviselőknek, hogy ne szavazzák meg a törvénymódosítást.
2009-ben másodszor is elindult a közvetlen államfőválasztáson. Ellenfele Iveta Radičová volt. Magyarellenes kampányában Radičovát azzal próbálták meg lejáratni, hogy magyarbarátsággal vádolták. 2009. április 4-én, az elnökválasztás második fordulójában a szavazatok 55,53 százalékával nyert, Radičová 44,46 százalékot szerzett.
Karrierjét előbbre valónak tartja az igazságnál, amikor pl. a magyarsoviniszta erők hazug rágalmait szórja gróf Esterházy János felvidéki magyar mártír politikusra, csak hogy pozícióját megtarthassa. Malina Hedvig és Sólyom László ügyében sem állt az igazság pártjára, de még semleges sem maradt.
Az államfői széket 2014. június 15-én adta át Andrej Kiskának.

## Magánélete
Gašparovič 1964 óta nős, feleségétől, Silvia Beníkovától két gyermeke van. Sportrajongó, főleg a motorsportot és a szlovák nemzeti sportnak tekintett jégkorongot szereti. Egyike volt a ChZJD (a későbbi HC Slovan Bratislava) hokiklub sportvezetőinek. A Csehszlovák Jégkorong Unió nemzetközi bizottságának alelnöke és a Slovan Bratislava sportklub alelnöke is volt.